# Rosa Umbetowna Dschamanowa
Rosa Umbetowna Dschamanowa (russisch Роза Умбетовна Джаманова; kasachisch Роза Үмбетқызы Жаманова; * 16. April 1928 in Aktjubinsk, Kasachische Autonome Sozialistische Sowjetrepublik; † 27. Dezember 2013 in Almaty, Kasachstan) war eine sowjetische bzw. kasachische Sopranistin und Hochschullehrerin.

## Leben
In Uralsk besuchte Dschamanowa die Musikschule, in der sie dann in der Klasse für Oboe und Gesang studierte (Abschluss 1949). Es folgte  das Studium in Alma-Ata an dem nach Kurmangasy benannten Staatlichen Institut der Künste in der Gesang-Klasse von Alexander Kurganow mit Abschluss 1954.
Als Konzertsängerin trat Dschamanowa ab 1951 auf. Sie sang in Polen (1959), Indien (1963), Kanada (1967), Italien (1968), Ungarn, Finnland, der BRD u. a.
Ab 1953 war Dschamanowa Solistin des Kasachischen Abai-Opern- und Balletttheaters in Alma-Ata. Ihre beste und beliebteste Partie war Cio-Cio-San in Puccinis Madama Butterfly. Ihr Repertoire umfasste auch Partien aus mehr als 20 Opern kasachischer Komponisten darunter „Nazugum“ von Quddys Qoschamijarow, „Kamar-Slu“ und  „Alpamys“ von Erkegali Rakhmadiyev, „Aisulu“ von Sydyk Mukhamedzjanov, „Kyz-Zhibek“ und „Yer-Targyn“ von Jewgeni Brussilowski, „Amangeldy“ von Jewgeni Brussilowski und Muqan Tölebajew, „Abay“ von Achmet Schubanow und Latif Khamidi, „Birzhan und Sara“ von Muqan Tölebajew sowie „Yenlik-Kebek“ von Ghasisa Schubanowa.
Am Staatlichen Institut der Künste lehrte Dschamanowa ab 1977 mit Ernennung zur Professorin 1987.
Ab 2003 war Dschamanowa Beraterin der Fakultät für Gesang des Kasachischen Nationalkonservatoriums. Mit anderen erstellte sie das Studienprogramm für die Sologesang-Klassen der Musikhochschulen Kasachstans. Sie war Vorsitzende der Kasachischen Theatergesellschaft (1962–1980) und Vizepräsidentin des Internationalen Theaterinstituts (ab 1968).
Dschamanowa war Mitglied der KPdSU ab 1963 und Abgeordnete im Rajon-, Stadt- und Obersten Sowjet der Kasachischen Sozialistischen Sowjetrepublik (1963–1967) und im Obersten Sowjet der UdSSR (1970–1974).

## Ehrungen, Preise
- Verdiente Künstlerin der Kasachischen Sozialistischen Sowjetrepublik (1957)[2]
- Volkskünstlerin der UdSSR (1959)[1]
- Jubiläumsmedaille „Zum Gedenken an den 100. Geburtstag von Wladimir Iljitsch Lenin“ (1970)[2]
- Orden des Roten Banners der Arbeit (1971)[2]
- Baisseitowa-Staatspreis der Kasachischen Sozialistischen Sowjetrepublik (1972)[2]
- Orden der Völkerfreundschaft (1978)
- Leninorden (1986)[1]
- Orden Parasat (2001)[1]